# Primeval (film)
Pour les articles homonymes, voir Primeval.
Pour plus de détails, voir Fiche technique et Distribution.
Primeval est un film américain réalisé par Michael Katleman, sorti en 2007.

## Synopsis
Une équipe de reporters américains part au Burundi faire un reportage sur Gustave, un crocodile mangeur d'hommes.

## Fiche technique
- Titre : Primeval
- Réalisation : Michael Katleman
- Scénario : John D. Brancato et Michael Ferris
- Production : Mitch Engel, Gavin Polone, Jamie Tarses
- Société de production : Hollywood Pictures
- Musique : John Frizzell
- Photographie : Edward J. Pei
- Montage : Gabriel Wrye
- Pays d'origine : États-Unis
- Format : Couleurs - DTS / Dolby Digital / SDDS
- Genre : Action, aventure, horreur et guerre
- Durée : 93 minutes
- Dates de sortie :
  - États-Unis : 12 janvier 2007
  - Belgique : 18 avril 2007

## Distribution
- Dominic Purcell (VFB : Mathieu Moreau) : Tim Manfrey
- Brooke Langton (VFB : Géraldine Frippiat) : Aviva Masters
- Orlando Jones (VFB : Arnaud Léonard) : Steven Johnson
- Jürgen Prochnow (VFB : Daniel Nicodème) : Jacob Krieg
- Gideon Emery (VFB : Philippe Allard) : Mathew Collins
- Gabriel Malema (VFB : Alexandre Crépet): Jojo
- Dumisani Mbebe (VFB : Bruno Buidin) : Harry
- Eddy 'Big Eddy' Bekombo (VFB : Claudio Dos Santos) : Ato
- Patrick Lyster (VFB : Jean-Michel Vovk) : Roger Sharpe
- ? (VFB : Benoît Van Dorslaer) : Kyle

- Version française
  - Studio de doublage : Dub and Co 
  - Direction artistique : Alexandre Corréa
  - Adaptation des dialogues : Philippe Ringenbach

Source : Carton de doublage sur Disney+

## Commentaires
Le film est inspiré d'un fait réel : un crocodile du Nil géant nommé Gustave aurait fait plusieurs centaines de victimes au Burundi. Il aurait pris goût à la chair humaine en se nourrissant des cadavres jetés dans l’eau par un seigneur de guerre local.
Primeval a été tourné en Afrique du Sud à partir du mois d'avril 2006. Il est sorti le 12 janvier 2007, ce qui eut pour conséquence indirecte de repousser de quelques mois la sortie du film australien Solitaire, lui-même sorti la même année que Black Water, un autre film australien, tous trois mettant en scène un crocodile attaquant des humains.